# 斯卡利特山
53°6′S 73°40′E / 53.100°S 73.667°E
斯卡利特山是南極洲的山峰，位於赫德島東部，海拔高度410米，在1874年由英國探險隊繪入地圖，由澳大利亞探險隊測量和命名，現時由南極條約體系管理。